# Expo Tel Aviv
Тель-Авівський конференц-центр (раніше:Ізраїльський Центр торгових ярмарків і виствок івр. מרכז הירידים והקונגרסים בישראל; англ. The Israel Trade Fairs & Convention Center) — виставковий центр у Тель-Авіві (Ізраїль).
Ізраїльський Центр торгових ярмарків і виставок розташований на бульварі Роках (Rokach) у північній частині Тель-Авіва (найближча  залізнична станція Tel Aviv University Railway Station «Залізнична станція Тель-Авівського університету»).
Виставковий центр засновано 1932 року. У 2000-і роки у ньому проводяться 45—60 масштабних заходів і він приймає до 2 млн відвідувачів щороку. Центр має 10 різноманітних павільйонів та шоурумів, а також значні площі відкритого простору. 
Центр також править за велику музичну арену для виконаців і гуртів, як міжнародних (концерти Іґґі Поп, The Stooges, Nine Inch Nails, Tokio Hotel тощо), так і національного масштабу (концертна програма Рити).

## Галерея

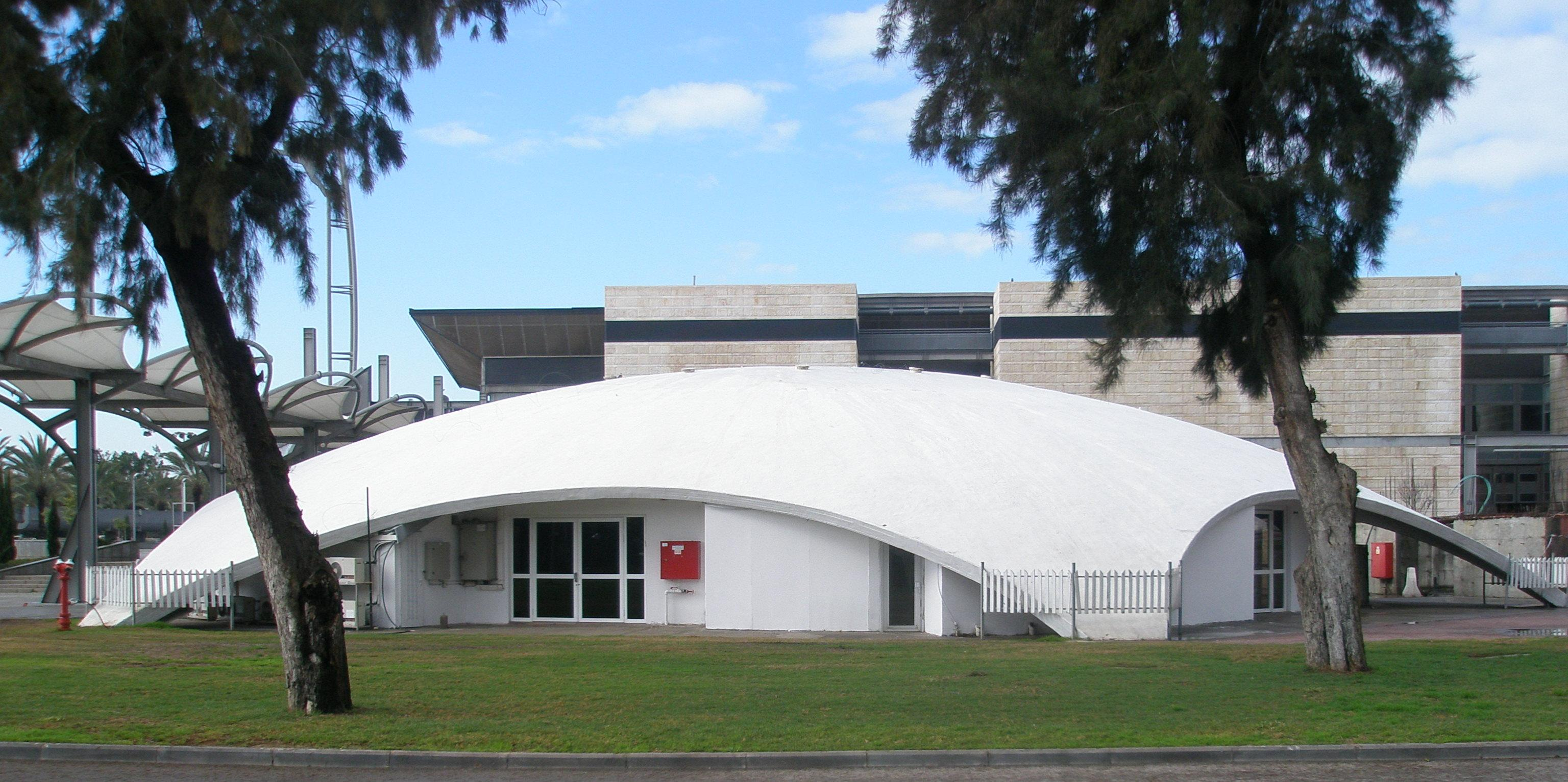
"Тель-Авівський павільйон", який був побудований в 1959 році і знесений у 2010 році
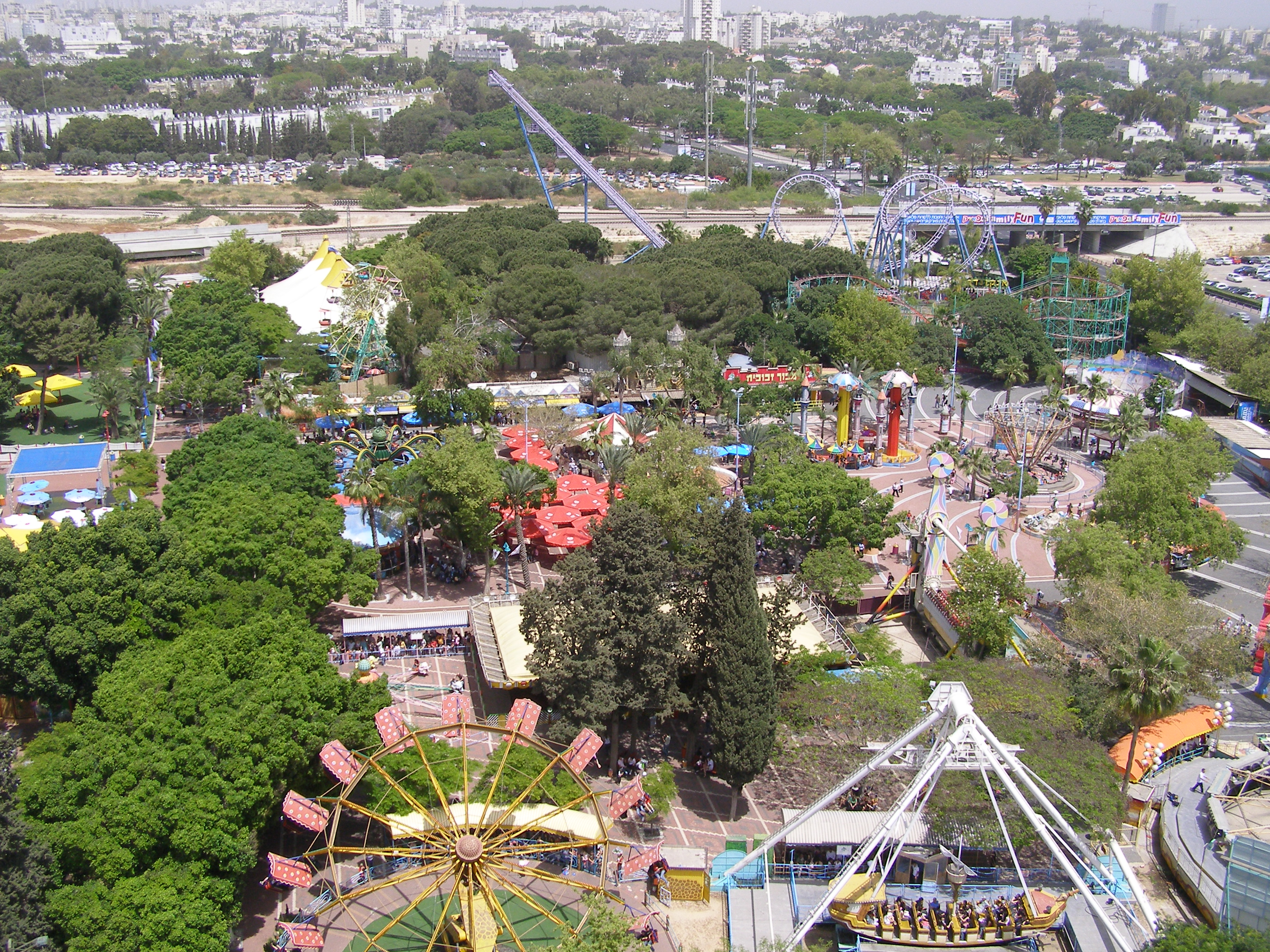
Luna Park Tel Aviv - парк розваг
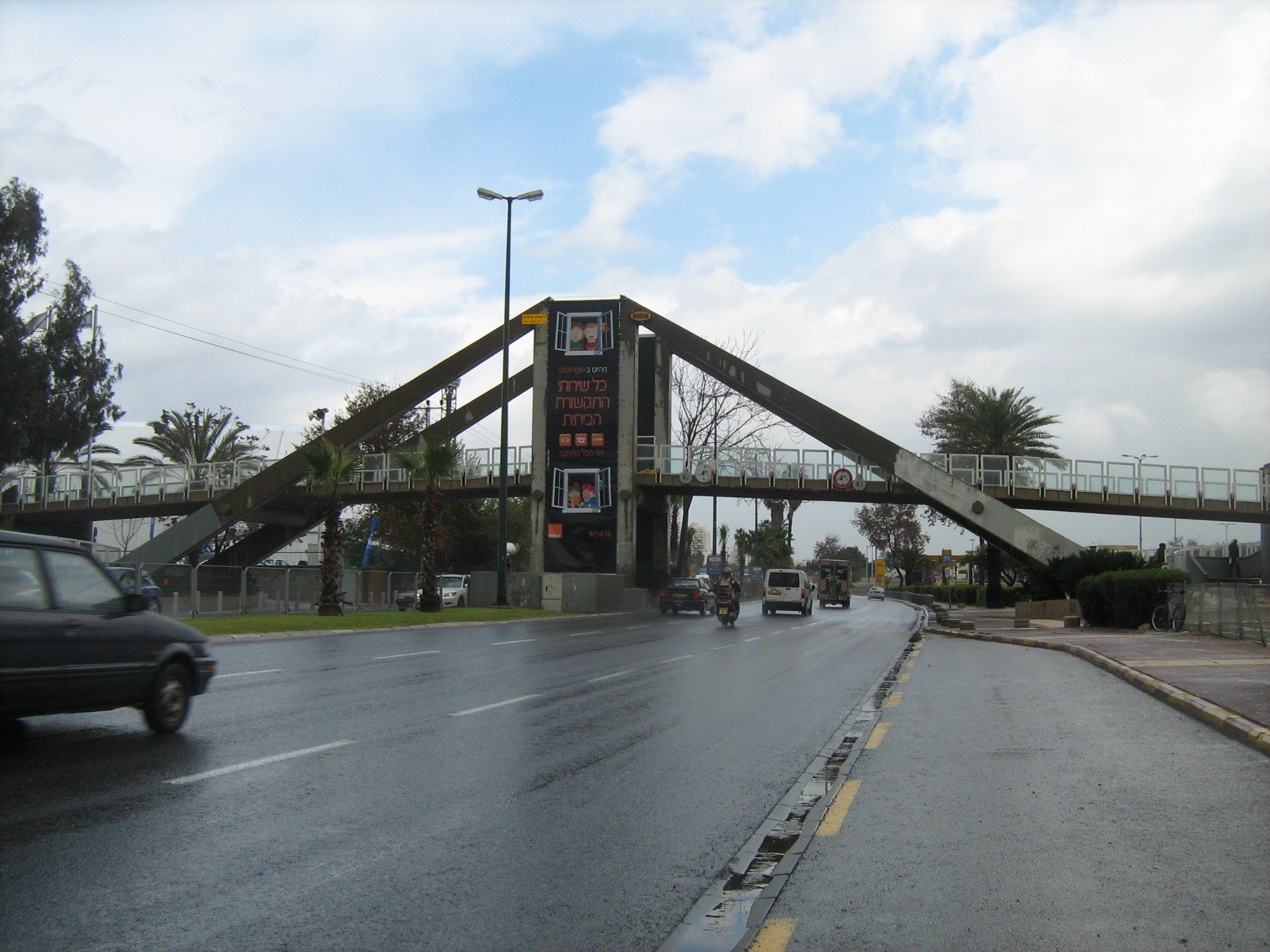
пішохідний міст біля входу